# Kamienica przy ulicy Grodzkiej 50 w Krakowie
Kamienica przy ulicy Grodzkiej 50 – zabytkowa kamienica znajdująca się w Krakowie, w dzielnicy I przy ulicy Grodzkiej, na Starym Mieście.

## Historia kamienicy
Kamienica została wzniesiona na przełomie XIV i XV wieku. Na przełomie XVI i XVII wieku została przebudowana przez nieznanego z imienia Lernickiego. W 1747 budynek stał się własnością jezuitów. W ręce prywatne powrócił w 1780, kiedy zakupił go Jan Chrząstowski z Brzezia. W I połowie XIX wieku kamienica została przebudowana przez Mateusza Szontke. Ostatnia przebudowa miała miejsce na przełomie XIX i XX wieku.
2 maja 1967 kamienica została wpisana do rejestru zabytków. Znajduje się także w gminnej ewidencji zabytków.